# 吉岡三平 (三蟠村長)
吉岡 三平（よしおか さんぺい、1838年 - 1897年9月23日）は、備前国岡山藩（現・岡山市中区平井）出身の吏員、地方政治家。

## 来歴
1838年、岡山藩（現・岡山市中区）平井に生まれる。古くから人望が厚かった。
1870年、網浜、平井地区の目代役となり、続いて副戸長となる。
その後、平井、山崎、湊、倉富、倉益、倉田6地区の副戸長を務め、1884年、藤崎、江崎、江並3地区の戸長となる。
町村制実施後の1889年、上道郡三蟠村長に就任し、1897年9月まで務めた。
1897年9月23日死去。享年60。